# 徐鏌
徐鏌（1567年3月13日—17世紀），字元范，號澹宇，南直隶苏州府長洲縣軍籍吴县人，明朝政治人物。

## 生平
万历二十二年（1594年）甲午科应天乡试举人，二十九年（1601年）辛丑科進士，都察院觀政，三十年初授石首县知县，三十八年擢兵部职方司主事，三十九年丁憂，四十二年復除礼部精膳司主事，四十三年与给事中郭尚宾一起主考山东。歷升儀制司郎中，天啓元年（1621年）官至陕西右参政。

## 家族
曾祖徐麒；祖徐岱，嘉靖辛丑進士，参政。父徐行。母陸氏。慈侍下。